# James N. Harrell
Pour les articles homonymes, voir James Harrell et Harrell.
James Nelson Harrell est un acteur américain né le 3 septembre 1918 à Waco (Texas) et décédé le 1er février 2000 à San Marcos (Texas).

## Filmographie
- 1974 : La Kermesse des aigles (The Great Waldo Pepper) de George Roy Hill : un fermier
- 1974 : Sugarland Express (The Sugarland Express) de Steven Spielberg : Mark Feno
- 1981 : L'Homme dans l'ombre (Raggedy Man) : le contrôleur de billets
- 1984 : Les Poupées de l'espoir (The dollmaker) (Téléfilm) de Daniel Petrie : Old John Miller
- 1984 : Les Moissons de la colère (Country) de Richard Pearce : Jim, le banquier
- 1986 : Massacre à la tronçonneuse 2 (The Texas Chainsaw Massacre 2) de Tobe Hooper : le directeur de CutRite
- 1987 : Nadine de Robert Benton : Deacon
- 1990 : Hot Spot (The Hot Spot) Dennis Hopper : le vieil homme
- 1990 : Texasville de Peter Bogdanovich : le pétrolier d'Odessa
- 1991 : JFK d'Oliver Stone : Sam Holland
- 1992 : En toute bonne foi (Leap of Faith) de Richard Pearce : Ramsey
- 1993 : Flesh and Bone de Steven Kloves : Woody
- 1996 : Michael de Nora Ephron : le vieux type
- 1996 : La Couleur du destin (A Family Thing) de Richard Pearce : Earl Pilcher Sr.
- 1998 : Ainsi va la vie (Hope Floats) de Forest Whitaker : Harry Calvert
- 1999 : American Boys (Varsity Blues) de Brian Robbins : Murray